# Haliotis tuberculata
La oreja de mar (Haliotis tuberculata), también conocida como señorina, peneira o criba, es un molusco gasterópodo prosobranquio de la familia Haliotidae. Su nombre alude a la forma de su concha, que recuerda a la estructura de la oreja humana. Su cultivo, tanto para programas de repoblación como para su engorde comercial, está en expansión.

## Descripción
La concha de este molusco llega a medir hasta 10 centímetros, y presenta una hilera de perforaciones, de las cuales están abiertas de cinco a siete, por las que asoman prolongaciones del manto. La superficie exterior es de color verde, rojizo o pardo, cuya superficie es áspera, con bultos nodulares y estrías. La cara interna presenta una capa interna de nácar con bellísimas irisaciones. El animal es negro con tentáculos verdes, con la cabeza de pequeño tamaño y aplanada.

## Distribución y hábitat
La distribución de la oreja de mar comprende desde el canal de la Mancha hasta la costa africana noroccidental. Se encuentra en fondos rocosos, normalmente bajo piedras, y en praderas marinas, habitualmente en aguas superficiales de hasta 25 metros de profundidad.

## Comportamiento

### Alimentación

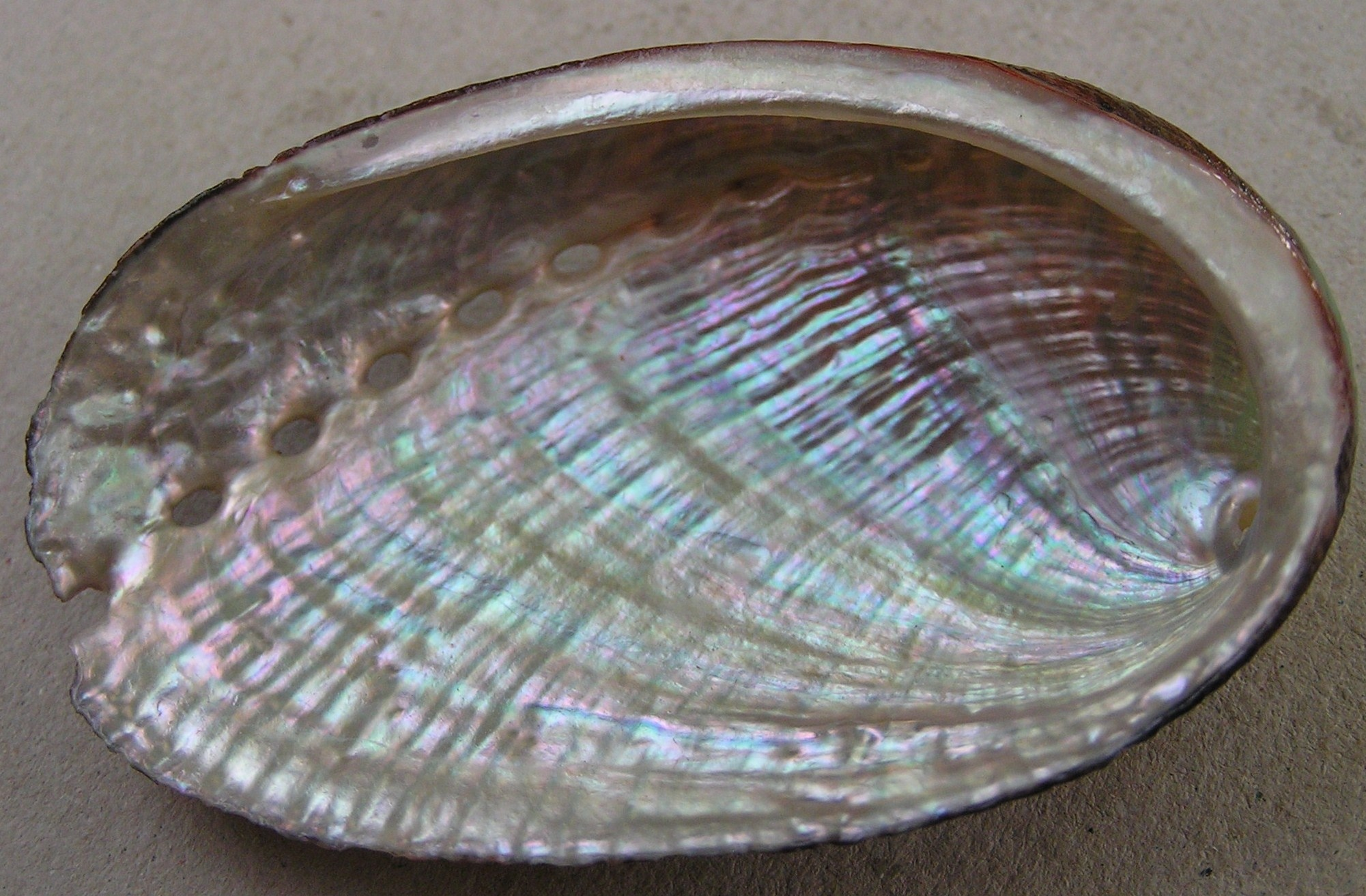
Interior de una concha vacía

Es herbívoro, durante la fase larvaria su dieta se compone de microalgas y en la adulta de macroalgas, que ramonea del fondo.

### Reproducción
La oreja de mar tiene sexos separados y su reproducción es externa. Liberan los huevos y el esperma en el agua. La época de desove tiene lugar entre los meses de agosto y septiembre. Los machos maduran con menor tamaño y antes que las hembras, alcanzando la madurez sexual a los dos años y con un tamaño de la concha de entre 25 a 40 mm, y las hembras con tres años y con una concha de entre 38 a 54 mm.